# SMC-білки
SMC білки є представниками великої родини АТФаз, які беруть участь у регулюванні структури та динаміки хромосом. Абревіатура SMC походить від англ. Structural Maintenance of Chromosomes, тобто структурна підтримка хромосом.

## Класифікація

### Еукаріотичні SMC
Еукаріоти мають як мінімум шість типів SMC білків у кожному окремому організмі; вони утворюють три типи гетеродимерів, які виконують такі функції:
- Гетеродимер SMC1 та SMC3 є основою когезину, комплексу, що відповідає за когезію сестринських хроматид.[4][5][6]
- Гетеродимер SMC2 та SMC4 є основою конденсину, білкового комплексу, завдяки якому відбувається конденсація хроматину.[7][8]
- Гетеродимер білків SMC5 та SMC6 бере участь у репарації ДНК та контролі проходження контрольних точок.[9]

Окрім SMC білків, кожен із згаданих вище комплексів має певну кількість регуляторних білкових субодиниць. В деяких організмах ідентифіковані варіації SMC білків. Наприклад, ссавці мають мейоз-специфічний версію SMC1, названу SMC1β. Нематода Caenorhabditis elegans має спеціальну версію SMC4, яка відіграє певну роль у дозовій компенсації.
| Підгрупа     | Комплекс                     | S. cerevisiae | S. pombe   | C. elegans        | D. melanogaster | Хребетні   |
| ------------ | ---------------------------- | ------------- | ---------- | ----------------- | --------------- | ---------- |
| SMC1α        | когезин                      | Smc1          | Psm1       | SMC-1             | DmSmc1          | SMC1α      |
| SMC2         | Конденсин                    | Smc2          | Cut14      | MIX-1             | DmSmc2          | CAP-E/SMC2 |
| SMC3         | когезин                      | Smc3          | Psm3       | SMC-3             | DmSmc3          | SMC3       |
| SMC4         | Конденсин                    | Smc4          | Cut3       | SMC-4             | DmSmc4          | CAP-C/SMC4 |
| SMC5         | SMC5-6                       | Smc5          | Smc5       | C27A2.1           | CG32438         | SMC5       |
| SMC6         | SMC5-6                       | Smc6          | Smc6/Rad18 | C23H4.6, F54D5.14 | CG5524          | SMC6       |
| SMC1β        | когезин (мейоз)              | -             | -          | -                 | -               | SMC1β      |
| SMC4 variant | комплекс дозової компенсації | -             | -          | DPY-27            | -               | -          |

### Прокаріотичні SMC білки
SMC білки є висококонсервативними від бактерій до людини. Більшість бактерій мають один SMC білок який функціонує у вигляді гомодимеру. В підгрупі грам-негативних бактерій, включаючи Escherichia coli, структурно-подібний білок MukB відіграє аналогічну роль.

## Молекулярна структура

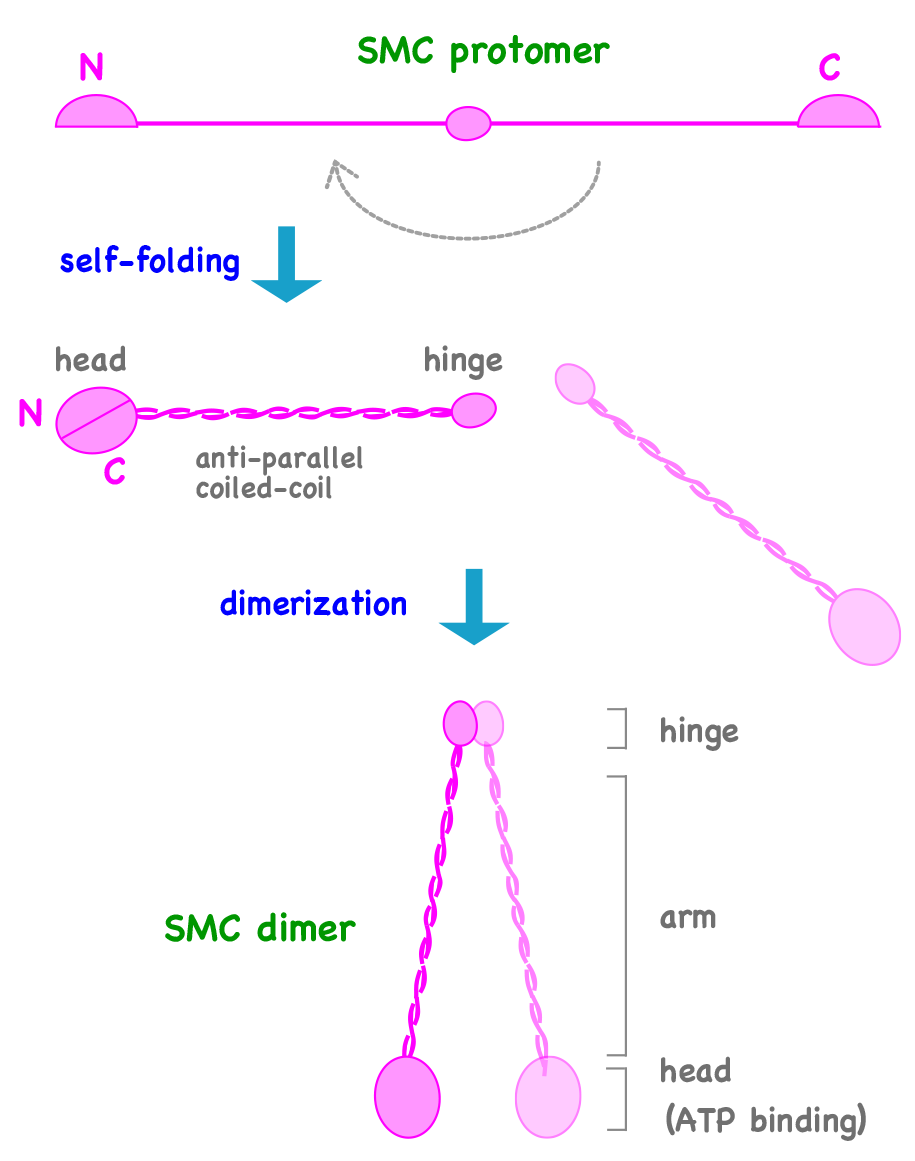
Структура димеру SMC білків

### Первинна структура
SMC білки мають довжину 1000—1500 амінокислотних залишків. Вони мають модульну структуру і складаються з наступних субодиниць:
1. Walker A АТФ-звязуючий мотив
2. біспіральна область I (coiled-coil region I)
3. шарнірна ділянка (hinge region)
4. біспіральна область ІІ (coiled-coil region II)
5. Walker B АТФ-звязуючий мотив

### Вторинна і третинна структура
SMC димер утворює V-подібну структуру із двома довгими біспіральними плечами. На кінці молекули, N-термінальний та C-термінальний фрагменти разом утворюють АТФ-звязуючий домен. Інший кінець молекули називається «шарнірною ділянкою». Два окремі SMC білка димеризуються своїми шарнірними ділянками, в результаті чого і утворюється V-подібний димер. Довжина кожного біспірального плеча ~50 нм. Такі довгі «антипаралельні» двоспіральні структури є унікальними, і знайдені тільки в SMC білках (та їх гомологах таких як Rad50). АТФ-звязуючий домен SMC білків є структурно подібний до аналогічного домену ABC транспортерів, великої родини трансмембранних білків які спеціалізуються на транспорті низькомолекулярних сполук через мембрани.

## Гени
SMC білки у людини кодуються наступними генами:
- SMC1A
- SMC1B
- SMC2
- SMC3
- SMC4
- SMC5
- SMC6